# Z
La z (en mayúscula Z, nombre zeta, plural zetas) es la vigesimoséptima (y última) letra del alfabeto español, su vigesimosegunda consonante, y la vigesimosexta (y también última) letra del alfabeto latino básico. La Ortografía de 2010 desaconseja firmemente los nombres arcaicos ceta, ceda y zeda. Debe distinguirse de la Ζ griega, con cuya mayúscula es homóglifa.

## Historia
La letra Z proviene directamente del alfabeto latino, que la toma del griego para transcribir la letra dseda ζ, que procede del zai fenicio, cuyo significado en arameo es arma. La letra z existía antiguamente en latín, pero en la época del censor Apio Claudio, c. 312 a. C., fue suprimida; vuelve a introducirse a mediados del siglo I a. C. para poder representar el sonido «s sonoro» proveniente del lenguaje griego. Entonces fue colocada al final del alfabeto. La probable evolución del grafema fue:
| Proto-Semítico Z | Fenicio Z | Griego Dseta | Etrusco Z | Latín Z |
| ---------------- | --------- | ------------ | --------- | ------- |
|                  |           |              |           |         |

### Fenicio
En la escritura semítica era la séptima letra, llamada zayin, que significaba «arma» o «espada». Representaba o el sonido /z/ como en inglés y francés, o posiblemente como /dz/ (como en el italiano zeta y zero).

### Griego
La Z griega era una copia del fenicio zayin (), a veces recta como en fenicio o en forma de zig-zag. Los griegos le cambiaron el nombre a zeta, a imitación de las dos letras que la seguían eta (η) y theta (θ).
En el griego temprano de Atenas y del noroeste de Grecia, la letra parece haber representado /dz/; en griego ático, desde el siglo IV a. C. en adelante, parece haber representado /zd/ y /dz/; no hay consenso sobre este tema. En otros dialectos, como el de Eleas y Creta, parece haber sido usado para sonidos que se asemejan a la z castellana en sus versiones sonora y sorda (AFI /ð/ y /θ/, respectivamente). En el dialecto común ( koiné) que sucedió a los dialectos más antiguos, ζ se convirtió en /z/, como permanece en el griego moderno.

### Etrusco
La letra etrusca Z derivó del alfabeto fenicio, probablemente a través del alfabeto griego utilizado en la isla de Isquia. En etrusco, esta letra puede haber representado /ts/.

### Latín
La letra z era parte de las versiones más arcaicas del alfabeto latino, adoptadas del etrusco. Debido a que el sonido /z/ en latín cambió a /r/ por el rotacismo, en el siglo V a. C. se eliminó z y se le cedió la sexta posición del abecedario a la nueva letra G. En el siglo I a. C., z se reintrodujo al final del alfabeto latino para representar el sonido del griego zeta /dz/, igual que la letra y se introdujo para representar el sonido del griego upsilon /y/.
Antes de la reintroducción de la z, el sonido de zeta se escribía s al principio de las palabras y ss en el medio de las palabras, como en sōna para ζώνη «cinturón» y trapessita para τραπεζίτης «banquero».
En algunas inscripciones, z representaba un sonido del latín vulgar, probablemente una africada, formado quizá por la fusión de los reflejos del latín clásico /j/, /dj/ y /gj/; por ejemplo, zanuariu para ianuariu «enero», ziaconus para diaconus «diácono» y oze para hodie «hoy». Igualmente, /di/ a veces reemplazó a /z/ en palabras como baptidiare para baptizare «bautizar». En italiano moderno, z representa /ts/ o /dz/, mientras que los reflejos de ianuarius y hodie están escritas con la letra g (representando /dʒ/ cuando antes de i y e): gennaio , oggi. En otros idiomas, como el español, se produjo una mayor evolución del sonido.
El inglés antiguo usaba solo S tanto para la sibilante sorda  como para sonora. El sonido latino importado a través del francés era nuevo y no se escribía con Z sino con G o I. Los sucesivos cambios se pueden ver en las formas del doblete jealous y zealous. Ambas provienen de un latín tardío zelosus, derivado del griego importado ζῆλος zêlos. La forma anterior es jealous; su sonido inicial es el [ dʒ ], que se desarrolló en ell francés moderno [ ʒ ]. Juan Wiclef escribió la palabra como gelows o ielous.
La Z al final de una palabra se pronunciaba ts, como en los activos ingleses, del francés antiguo asez «suficiente» ( assez francés moderno), del latín vulgar ad satis («hasta la suficiencia»).

## Uso

### En español
En la mayor parte de España y de Guinea Ecuatorial, la Z representa el fonema /θ/, con el sonido de la consonante fricativa dental sorda (como la th inglesa en thing), también presente cuando la letra C va seguida de las letras E o I. Sin embargo en Hispanoamérica, así como en Canarias y en parte de Andalucía, representa el mismo sonido del fonema /s/, variante de pronunciación conocida como seseo cuando el sonido es [s], mayoritario en español, o como ceceo cuando el sonido es más similar a [θ], típico sobre todo del sur de Andalucía.
Antes de consonantes sonoras, la zeta puede representar los alófonos [ð] o [z], debucalizado en muchos dialectos a [ɦ] (como en el apellido Guzmán [ɡuðˈman], [ɡuzˈman] o [ɡuɦˈman]). Este es el único contexto en el que ⟨z⟩ puede representar una sibilante sonora [z] en español,[cita requerida] aunque ⟨s⟩ también representa [z] (o [ɦ] dependiendo del dialecto) en este entorno.

#### Reglas ortográficas
Se escriben con z:
- Los verbos terminados en izar, a excepción de alisar, avisar, divisar, decomisar, improvisar, guisar, procesar y revisar: aterrizar, canalizar, izar, sintetizar.
- Los apellidos españoles terminados en ez, iz y oz: Velázquez, Laínez, Álvarez, Narváez, Ortiz, Muñiz, Quiroz, Muñoz.
- Las terminaciones azo (golpe o aumento), izo, zuela y zuelo, menos mocosuelo: carrazo, escobazo, latigazo, enfermizo, primerizo, zarzuela, orzuelo.

- Las terminaciones:
  - ez y eza de sustantivos abstractos derivados de adjetivos: escasez, viudez, tristeza, pereza, de escaso, viudo, triste y perezoso, respectivamente.
  - anza de los sustantivos abstractos derivados de verbos: adivinanza, andanza, matanza, tardanza de adivinar, andar, matar y tardar, respectivamente.
  - azgo de algunos sustantivos, excepto rasgo: hallazgo, noviazgo, almirantazgo, liderazgo.

- Las raíces de la primera persona del presente del indicativo y todas las del presente del subjuntivo de los verbos terminados en acer, ecer, ocer y ucir: nazca, nazcan, nazco (de nacer), perezco, perezca, perezcamos (de perecer), conozca, conozcan, conozco (de conocer), luzca, luzcan, luzcamos (de lucir).

Puede sustituirse la z por la c en los siguientes vocablos: ácimo, cebra, cedilla, celandés, cenit, cinc. Siendo en estos, más usada la c, salvo en zelandés y zinc.

### En otros idiomas
La letra Z se utiliza generalmente para representar consonantes sibilantes de distintos idiomas. Por ejemplo, el sonido consonante fricativo dentoalveolar sonoro /z/ aplica a esta letra en los siguientes idiomas: portugués, catalán, francés, occitano, rumano, inglés, neerlandés; los idiomas eslavos escritos en alfabeto latino (polaco, checo, eslovaco, esloveno y croata), además de estos otros idiomas: letón, lituano, húngaro y albanés; además de las lenguas túrquicas escritas en alfabeto latino (turco, azerí, turcomano y uzbeko); mientras que en alemán y algunas veces en italiano representa una africada dentoalveolar sorda /ts/.
| Idioma           | Dialecto                     | Pronunciación ( IPA) | Entorno                    | Notas                     |
| ---------------- | ---------------------------- | -------------------- | -------------------------- | ------------------------- |
| vasco            | vasco                        | /s̻/                  |                            |                           |
| francés          | francés                      | /z/                  |                            |                           |
| inglés           | inglés                       | /z/                  |                            |                           |
| portugués        | portugués                    | /z/                  |                            |                           |
| árabe latinizado | Estándar                     | /z/ (ز)              |                            |                           |
| árabe latinizado | Estándar                     | /θ/ (ث)              |                            |                           |
| árabe latinizado | Estándar                     | /zʔ/ (ظ)             |                            |                           |
| finlandés        | finlandés                    | /ts/                 |                            | Solo en préstamos         |
| alemán           | estándar                     | /ts/                 |                            |                           |
| Inari Sami       | Inari Sami                   | /dz/                 |                            |                           |
| italiano         | Estándar                     | /dz/                 |                            |                           |
| italiano         | Estándar                     | /ts/                 |                            |                           |
| japonés          | Estándar                     | /dz/                 | Antes / ɯ /                | Latinización; (yotsugana) |
| japonés          | Estándar                     | /z/                  | En otra parte              | Latinización; (yotsugana) |
| mandarín         | Estándar                     | /ts/                 |                            | Latinización pinyin       |
| Sami del norte   | Sami del norte               | /dz/                 |                            |                           |
| escocés          | escocés                      | /g/                  | Algunas palabras y nombres |                           |
| escocés          | escocés                      | /j/                  | Algunas palabras y nombres |                           |
| escocés          | escocés                      | /z/                  | Por lo general             |                           |
| Español          | europeo                      | /θ/                  |                            |                           |
| Español          | Americano, Andaluza, Canaria | /s/                  |                            |                           |
| Turcomano        | Turcomano                    | /ð/                  |                            |                           |
| veneciano        | veneciano                    | /d/                  |                            | Dialectal, arcaico        |
| veneciano        | veneciano                    | /dz/                 |                            |                           |
| veneciano        | veneciano                    | /ð/                  |                            | Dialectal, arcaico        |

#### Inglés
En la moderna ortografía del inglés, la letra ⟨z⟩ en general representa el sonido  /z/.
Representa /ʒ/ en palabras como seizure. Aunque más a menudo este sonido aparece como ⟨su⟩ ⟨si⟩  en palabras como measure, decision, etc. En todas estas palabras, /ʒ/ se desarrolló a partir de  /zj/ por coalescencia de yod.
Pocas palabras del vocabulario inglés básico comienzan con ⟨z⟩ a pesar de que aparezca en palabras que comienzan con otras letras. Es la letra menos usada en inglés escrito, con una frecuencia de aproximadamente 0.08% en palabras. ⟨z⟩ es más común en la ortografía británica de Oxford que en la ortografía estándar del inglés británico, ya que esta variante prefiere las terminaciones -ize más etimológicamente 'correctas', que están más cerca del griego, antes que las -ise, que están más cerca del francés; Sin embargo, según la ortografía de Oxford se prefiere -yse antes que -yze, ya que está más cerca de las raíces griegas originales en palabras como analyse. En la del inglés estadounisense, se prefieren las terminaciones -ize e -yze. Una palabra germánica nativa del inglés que contiene 'z' es freeze (pasado froze, participio frozen) que llegó a escribirse de esa manera por convención, aunque podría haberse escrito con 's' (como choose, chose, chosen).

#### Otros idiomas
⟨z⟩ representa una alveolar sonora o sibilante dental sonora /z /, en albanés, bretón, checo, neerlandés, francés, húngaro, letón, lituano, rumano, serbocroata, eslovaco y en el alfabeto fonético internacional. Representa /t͡s / en el pinyin chino, finlandés (solo en préstamos) y alemán, y también expresa /ts/ en nórdico antiguo. En italiano, representa dos fonemas, /t͡s/ o /d͡z/. En portugués, representa /z/. En euskera, representa el sonido /s/.
En danés, noruego y sueco, ⟨z⟩ por lo general representa el sonido / s / y por lo tanto comparte el valor de ⟨s⟩ que normalmente se produce sólo en préstamos que se escriben con ⟨z⟩ en los idiomas de origen.
La letra ⟨z⟩ en solitario representa /z/ en polaco. También se utiliza en cuatro de los siete dígrafos oficialmente reconocidos: ⟨cz⟩ /t͡ʂ/), ⟨dz⟩ /dz/ o /ts/), ⟨rz⟩ /ʐ / o /ʂ /, a veces representa una secuencia /rz/) y ⟨sz⟩ (/ʂ/), y es la más frecuentemente usada de las consonantes de este idioma. (otras lenguas eslavas evitan los dígrafos y marcan los fonemas correspondientes con el háček (caron): ⟨č⟩ ⟨ď⟩ ⟨ř⟩ ⟨š⟩ este sistema tiene su origen en la ortografía Checa) ⟨z⟩ también puede aparecer con marcas diacríticas, a saber ⟨ź⟩ y ⟨ż⟩ que se utilizan para representar los sonidos /ʑ/ y /ʐ/. También aparecen en los dígrafos ⟨dź⟩ /d͡ʑ/ o /t͡ɕ/) y ⟨dż⟩ /d͡ʐ / o /t͡ʂ/).
El húngaro usa ⟨z⟩ en los dígrafos ⟨sz⟩ (que expresa /s/, en oposición al valor normal de ⟨s⟩ que es ʃ y ⟨zs⟩ (que expresa ʒ)
En scots ⟨z⟩ se utiliza en lugar de la letra obsoleta ⟨ȝ⟩ ( yogh) y debe ser pronunciada como g de 'gato'. Aunque hay algunos sustantivos comunes que utilizan ⟨z⟩ de esta manera, como brulzie (pronunciado 'brulgey' que significa asar), z como sustituto de yogh es más común en los nombres de personas y de lugares. A menudo, los nombres se pronuncian mal por influencia del inglés, por lo que Mackenzie se pronuncia comúnmente con un sonido 'z'. Menzies, sin embargo, aún conserva la pronunciación correcta de 'Mingus'.
Entre los idiomas no europeos que han adoptado el alfabeto latino, ⟨z⟩ normalmente significa [z] en las lenguas de Azerbaiyán, Igbo, Indonesia, Shona, Suajili, tártaro, turco, y zulú. ⟨z⟩ representa [dz] en sami norte y sami inari. En turcomen, ⟨z⟩ representa [ ð ]
En los sistemas Kunrei-shiki y Hepburn de romanización del japonés, ⟨z⟩ representa un fonema cuya alófonos incluyen [ z ] y [ dz ]

### Como símbolo

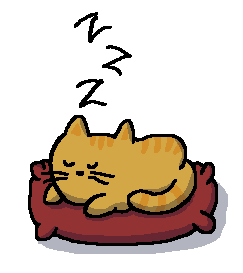
Dibujo de un gato durmiendo

Última letra del alfabeto
La expresión «de la A a la Z» significa tratar un tema en profundidad, de principio a fin. Antes en las escuelas inglesa, se le enseñaba a los niños un alfabeto que terminaba no con Z sino con & o símbolos tipográficos relacionados. Algunos alfabetos latinos tienen otras letras adicionales al final del alfabeto. La última letra para los alfabetos islandés, finlandés y sueco es Ö, mientras que es Å para el danés y el noruego.
Onomatopeya de ronquidos
También se utiliza ⟨z⟩ en cómics y dibujos para representar el acto de dormir (normalmente usando múltiples zetas como zzzz).
A principios del siglo XX los dibujantes utilizaban una amplia gama de letras para representar los ronquidos humanos, que resultaban difícil de transcribir.
Mil trillones (zetta-)
Emplazada antes de una unidad de medida, Z representa el segundo orden de magnitud más grande de entre los prefijos del Sistema Internacional: zetta, que fue asignada en 1991 y representa mil trillones (mil millones de millones de millones).
| 1000n | 10n  | Prefijo | Símbolo | Escala corta | Escala larga  | Equivalencia decimal en los prefijos del Sistema Internacional | Asignación |
| ----- | ---- | ------- | ------- | ------------ | ------------- | -------------------------------------------------------------- | ---------- |
| 10007 | 1021 | zetta   | Z       | Sextillón    | Mil trillones | 1 000 000 000 000 000 000 000                                  | 1991       |

Zetta sigue a exa- (E), un trillón, y va antes de yotta- (Y), un cuatrillón.
Hora UTC
Por influencia de los nombres de los husos horarios militares, en el lenguaje de aviación se utiliza la Z para el huso horario de referencia UTC.

## Variantes y letras derivadas
Una variante del glifo de Z que se origina en las minúsculas góticas medievales  es la "z con cola" (en alemán geschwänztes Z , también Z mit Unterschlinge). En algunas tipografías del estilo antiqua esta letra está presente como letra independiente o en ligaduras. Ligada con s larga (ſ), es parte del origen de la eszett (ß) en el alfabeto alemán. El carácter ezh (Ʒ) se asemeja a una z con cola, al igual que el yogh (ȝ), con el que llegó a ser indistinguible en la escritura del inglés medio.
Una variante gráfica de ⟨z⟩ es la zeta con cola que ha sido adoptada en el Alfabeto Fonético Internacional como símbolo de la fricativa postalveolar sonora.

minúscula cursiva z
z en un tipo de letra sans serif

## Representaciones alternativas
En alfabeto fonético aeronáutico se le asigna la palabra Zulú.
En código Morse es:  --·· 

Banderas de señales
Alfabeto semáforo
Lectura Braille
Alfabeto manual